# Nicolae Soare
Nicolae Soare (20 de septiembre de 1991) es un deportista de Rumania que compite en atletismo. Ganó una medalla de bronce en el Campeonato Europeo de Atletismo por Equipos de 2019, en la prueba de 5000 m.